# Elina (rosa)

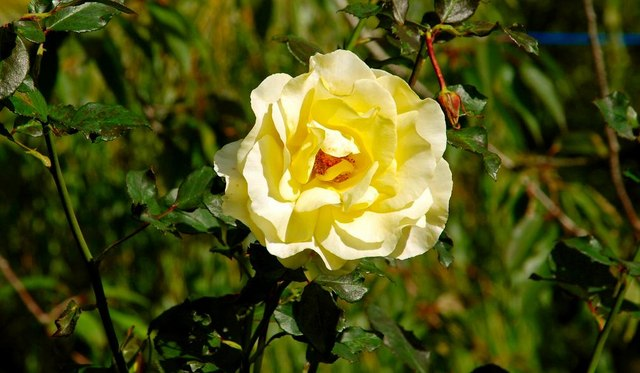
Elina

La rosa 'Elina' (sinònims 'DICjana' i 'Peaudouce') és un híbrid de te groc pàl·lid creat per Dickson Roses el 1983.

## Descripció
Les flors desprenen una lleugera aroma i són en forma de punta i poden assolir els 15 cm de diàmetre. La floració es repeteix al llarg de la temporada. El color depèn del temps i varia entre el groc llimona i el vori. El roser és tupit amb fullatge brillant i normalment creix fins a assolir entre 100 i 120 cm. 'Elina' tolera moderadament el fred (USDA zona 7b) i és resistent al míldiu excepte en condicions d'alta humitat.

## Llinatge
Aquesta varietat és el resultat de l'encreuament dels cultivars 'Nana Mouskouri' × 'Lolita' (Kordes 1972).

## Premis i distincions
- ADR 1987
- Estrella daurada del Pacífic Sud de Nova Zelanda 1987
- Medalla James Mason 1994
- Rosa favorita del món 2006